# John Huo Cheng
John Huo Cheng chinesisch 霍成 (* 1. Februar 1926; † 2. Januar 2023) war ein chinesischer Geistlicher und römisch-katholischer Bischof von Fenyang.
Cheng empfing am 14. Mai 1954 die Priesterweihe. Beim Ausbruch der Kulturrevolution wurde er 1966 verhaftet und bis 1980 in einem Arbeitslager gefangengehalten.
Am 9. März 1991 wurde er durch die chinesische Regierung zum Bischof von Fenyang ernannt. Am 4. September 1991 erhielt er in Fenyang die Bischofsweihe durch Benedict Bonaventura Zhangxin OFM, patriotischer Bischof von Taiyuan. Mitkonsekratoren waren Thaddeus Guo Yingong, patriotischer Bischof von Datong, und Bonaventura Luo Juan, patriotischer Bischof von Shuozhou. Im folgenden Jahr wurde seine Bischofsweihe durch Papst Johannes Paul II. anerkannt.